# Little House on the Prairie (libro)
Little House on the Prairie (1935) es un libro para niños escrito por Laura Ingalls Wilder. Con el tiempo se ha convertido en una serie de libros, series de televisión, varias películas y hasta una serie de dibujos animados. Existe una población en Kansas que también lleva su nombre.

## Libros
La serie de la Pequeña casa, también conocida por Laura Years, fue escrita por Laura Elizabeth Ingalls Wilder y está basada en las memorias de su infancia en el medio oeste de Estados Unidos a finales del Siglo XIX. El más conocido de sus libros es Little House on the Prairie o La pequeña casa en la pradera y fue publicado por primera vez en 1935. El libro relata la historia en tercera persona con Laura Ingalls como protagonista central y es comúnmente clasificado dentro del género de la ficción antes que en un género autobiográfico. Rose Wilder Lane, hija del matrimonio con Almanzo Wilder asistió a su madre en el proceso de edición de los libros. Ha sido sujeto de debate el hecho que las tendencias políticas de su hija pudieron modificar los temas y los contenidos de los libros.
Los libros han sido continuamente editados desde su publicación inicial por Harper & Brothers y son considerados clásicos de la literatura americana para niños. La serie fue llevada a la pantalla chica en 1974, y doblada íntegramente al español.

## Libros de la serie laPequeña casa

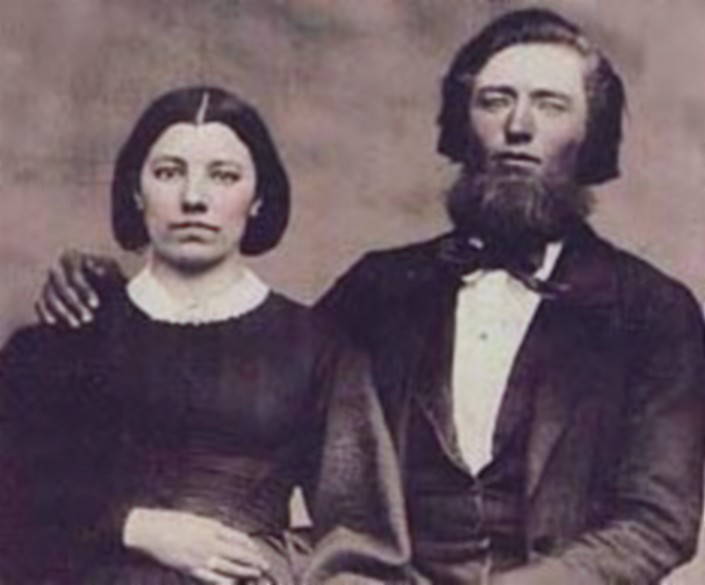
Caroline y Charles Ingalls

- Little House in the Big Woods (1932) La casa del bosque
- Farmer Boy (1933) Un granjero de diez años - acerca de la niñez de su esposo en una granja en Nueva York
- Little House on the Prairie (1935) La casa de la pradera
- On the Banks of Plum Creek (1937) A orillas del río Plum
- By the Shores of Silver Lake (1939) En las orillas del lago de Plata
- The Long Winter (1940) El largo invierno
- Little Town on the Prairie (1941) La pequeña ciudad en la pradera
- These Happy Golden Years (1943) Aquellos años dorados
- The First Four Years (1971, publicación póstuma) Los primeros cuatro años

## Series de televisión
En 1974 Michael Landon produjo para la NBC una exitosa serie televisiva basada en La pequeña casa en la pradera; el nombre original de la serie era Little House on the Prairie. La serie narra en un tono melodramático la vida de los Ingalls.
En 1975, Nippon Animation produjo una serie de Anime debido al éxito de la serie antes mencionada, llamada Laura, la pequeña niña de la pradera (草原の少女ローラ Sōgen no Shōjo Rōra). La serie fue transmitida por TBS en Japón.